# 中美洲足球聯盟

紅色為中美洲足球聯盟成員國。

中美洲足球聯盟是專門管轄中美洲足球事務的體育組織，轄下的賽事有中美洲國家盃、中美聯賽冠軍盃以及中美洲U16賽。此外，該組織共有7個成員國，其中包括薩爾瓦多、巴拿馬、伯利茲、尼加拉瓜、哥斯達黎加、危地馬拉和洪都拉斯。

## 外部連結
- 官方網頁（页面存档备份，存于） （西班牙文）

## 資料來源
1. ↑  . Digicel Football. 11 December 2008  [21 February 2013]. （原始内容存档于2013年4月8日）.